# Hololachna
Hololachna es un género con dos especies de plantas perteneciente a la familia Tamaricaceae.

## Especies
- Hololachna sheswiana
- Hololachna songarica